# Anu Põder
Anu Põder , née en 1947 à Kanepi et décédée en 2013 à 66 ans, est une sculptrice estonienne.

## Formation
Anu Põder se forme à l'Ecole d'Art de Tartu de 1967 à 1970 puis à l'Institut de Beaux-Arts d'Estonie de 1970 à 1976. Elle enseigne à l'Estonian Academy of Arts et à l'Ecole d'Art de Tallinn tout en débutant sa pratique artistique à partir de 1976.

## Parcours artistique
Son travail, passé à l'abri des regards occidentaux durant des années en raison du rideau de fer et l'occupation militaire de l'URSS jusqu'en 1991, est marqué par la situation politique du pays et les contraintes qui pèsent sur sa propre condition : interdiction de quitter le pays, utilisation de matériaux disparates - les matériaux classiques étant réservés aux artistes officiels -  tel que le plastique rose que son frère médecin pouvait lui fournir.
Si l'utilisation des matières et des objets du quotidien peut nous évoquer l'influence du pop art dans son travail, dans ses premières oeuvres connues qui datent de 1970 , des éléments du corps humain apparaissent très tot et de façon marquantes dans ses sculptures.
Study for a self-portrait (années 1970) la représente sous la forme d'un masque mortuaire, les deux mains semblant l'étrangler; ou encore Traveller de 1978 qui nous montre une femme assise avec une valise sur les genoux , alors même qu'à l'époque il était interdit de quitter le pays.
De 1970 à 1990 le corps, et le corps féminin en particulier, est un élément central de son travail.
Les poupées, formes féminines, assemblées avec des textiles rugueux et des morceaux de mannequin en plastique évoquent les diktats sociaux pesant sur les corps des femmes.
Ces formes humaines sous contraintes évoquent le poids des entraves physiques et psychiques faites aux femmes, et la révolte féministe qui fut la sienne.
À partir de 1990, d'autres  éléments issus du monde rural composent également son univers.
Tenu à l'écart de l'art officiel en Estonie, éloignée des pays de l'ouest de l'Europe, son travail a été reconnu après son décès à 66 ans et fait l'objet désormais d'analyse et d'études la reliant aux grandes créatrices contemporaines, notamment dans une perspective d'analyse féministe.
Ses oeuvres sont conservées dans les musées Estoniens  ainsi que dans de grands musées internationaux tels que le TATE.
Le travail d'Anu Põder a fait l'objet de nombreuses présentations depuis 1985.
En France son travail est présenté pour la première fois à  La Galerie Centre d'Art Contemporain de Noisy le Sec en 2019 sous le titre Ruum minu ihu jaoks (Une pièce pour mon corps) : titre original en estonien d’une œuvre réalisée par l’artiste en 1995.
Elle représente l'Estonie à La Biennale de Venise en 2022.
Cecilia Alemani, curatrice italienne, organise en 2024  au Muzeum Susch en suisse la première rétrospective d'importance,.

## Expositions personnelles (extraits)
- 2019 Centre d'Art Contemporain de Noisy le Sec, France
- 2022 Biennale de Venise, Italie
- 2024 Museum Susch, Suisse

## Collections publiques (extraits)
- Tartu Art Museum (Tartu, Estonia)
- Art Museum of Estonia (Tallinn, Estonia)
- Tate Modern (Londres, Angleterre)